# Djigurovo
Djigurovo (în bulgară Джигурово) este un sat în Obștina Sandanski, Regiunea Blagoevgrad, Bulgaria.

## Demografie
Componența etnică a satului Djigurovo
     Turci (5,87%)
     Bulgari (41,39%)
     Nicio identificare (52,72%)
     Altele (0%)
La recensământul din 2011, populația satului Djigurovo era de 715 locuitori. Nu există o etnie majoritară, locuitorii fiind bulgari (41,39%) și turci (5,87%). Pentru 52,72% din locuitori nu este cunoscută apartenența etnică.